# 808 Merxia
808 Merxia este un asteroid din centura principală, descoperit pe 11 octombrie 1901, de Luigi Carnera.